# باره (کرایوو)
باره (به صربی: Bare) یک منطقهٔ مسکونی در صربستان است که در کرالیفو واقع شده‌است. باره ۱۶۵ نفر جمعیت دارد.